# Ghetto house
Ghetto house, G-house or  booty house es un tipo de música house que empezó a reconocerse como un género por derecho propio a partir de principios de los años 90. Combina ritmos producidos con sintetizadores como Roland TR-808 y Roland TR-909 con letras de contenido sexual o pornográfico.
Utiliza patrones clásicos de house a los que añade las letras eróticas habituales en otros estilos como el Miami Bass. Normalmente hace un uso más bien escaso de equipo de producción, con muy pocos efectos de sonido. Su ritmo es un four to the floor básico al que se añaden otros sonidos de caja de ritmos como el tom-tom. Suele incluir también líneas de sintetizador, pero cortas y poco elaboradas, así como vocales sampleadas repetidas. 
Los artistas de música Ghetto house incluyen: Dr Fresch, BIJOU, Malaa y Karpovich.

## Artistas significativos
- Paul Johnson
- Andruss
- Amine Edge & Dance
- Bijou
- Clyde P
- The Beatangers
- Dany Fright
- DJ Slugo
- DJ PJ
- DJ Funk
- Disco D
- Dance Mania
- DJ Deeon
- Gant-Man
- Kid Sister
- Sirus Hood
- Marvelous Mixin Miguel
- MBSE
- Motez
- Murderbot
- DJ Isaac
- DJ C CUTTA
- JaGoFF
- Thee Cool Cats
- Traxman
- Woo2tech
- Malaa
- Shiba San